# 1645 Waterfield
Az 1645 Waterfield (ideiglenes jelöléssel 1933 OJ) a Naprendszer kisbolygóövében található aszteroida. Karl Wilhelm Reinmuth fedezte fel 1933. július 24-én, Heidelbergben.